# Всеобщие выборы на Кубе (1920)
Всеобщие выборы на Кубе проходили 1 ноября 1920 года. Президентом был избран кандидат от Народной партии Альфредо Саяс-и-Альфонсо. На парламентских выборах Национальная лига (альянс Национальной консервативной и Народной партий) стала крупнейшей фракцией Палаты представителей, получив 31 из 59 мест парламента.

## Результаты

### Президентские выборы
| Кандидат                            | Партия                              | Голосов | %     |
| ----------------------------------- | ----------------------------------- | ------- | ----- |
| Альфредо Саяс-и-Альфонсо            | Кубинская народная партия           | 148 278 | 54,32 |
| Хосе Мигель Гомес                   | Либеральная партия                  | 124 739 | 45,68 |
| Недействительных/пустых бюллетеней  | Недействительных/пустых бюллетеней  |         | -     |
| Всего                               | Всего                               | 273 017 | 100   |
| Зарегистрированных избирателей/Явка | Зарегистрированных избирателей/Явка | 515 353 | 52,97 |
| Источник: Nohlen                    |                                     |         |       |

### Выборы в Сенат
| Партия                             | Голосов | % | Мест |
| ---------------------------------- | ------- | - | ---- |
| Кубинская народная партия          |         |   | 11   |
| Либеральная партия                 |         |   | 2    |
| Недействительных/пустых бюллетеней |         | - | -    |
| Всего                              |         |   | 13   |
| Источник: Nohlen                   |         |   |      |

### Выборы в Палату представителей
| Партия                                          | Голосов | % | Мест |
| ----------------------------------------------- | ------- | - | ---- |
| Национальная лига                               |         |   | 31   |
| Либерально-демократическо-национальная коалиция |         |   | 28   |
| Недействительных/пустых бюллетеней              |         | - | -    |
| Всего                                           |         |   | 59   |
| Источник: Nohlen                                |         |   |      |